# كهوف المنصورة
كهوف المنصورة (بالإسبانية: Cuevas del Almanzora) هي بلدية تقع في مقاطعة المرية من جنوب شرق إسبانيا. يبلغ عدد سكانها 11.484 نسمة.

## توأمة
لكهوف المنصورة اتفاقيات توأمة مع:
- سانتس

## أعلام
- جؤذر باشا

## وصلات خارجية
- نسخة محفوظة 14 ديسمبر 2005 at Archive.is (بالإسبانية)